# Torre Llopis
La Torre Llopis és una obra del municipi de Rubí (Vallès Occidental) protegida com a bé cultural d'interès local.

## Descripció
Edifici aïllat de planta de creu grega, que consta de soterrani, planta baixa, pis i golfes i una torre mirador central de planta quadrada. La composició de l'edifici centra el seu pes en el tractament de la coberta: ràfec perimetral on sobresurten les bigues de fusta perpendicularment a la façana i es mostra un enrajolat de ceràmica vidrada banca i blava. La coberta de la torre mirador està decorada amb teules intercalades de ceràmica vidrada de color verd i coronada per una bola també de ceràmica. La coberta de l'habitatge és de tipus holandès. La intersecció dels diferents vessants també és destacada amb una bola de ceràmica. A la façana d'accés hi ha una tribuna amb un balcó al damunt de planta hexagonal i coronat per una pèrgola de fusta. Totes les obertures estan emmarcades amb esgrafiats.